# Антмен (Скот Ленг)
Антмен (енгл.  — „Човек-мрав”) је измишљени суперхерој и алтер-его Скота Ленга (енгл. Scott Lang) који се појављује у америчким стриповима издавачке куће Марвел Комикс. Направили су га Дејвид Микелајни и Џон Бирн. Скот Ленг се први пут појавио у Осветницима #181 марта 1979. године као други суперхерој који је употребио име Антмен у Марвеловом универзуму. Скот Ленг је лопов и стручњак за електронику. Био је члан Осветника, појављивао се у серији стрипова о Фјучр Фаундејшн, а 2015. године добио је и свој филм Антмен.
Скот Ленг је бивши робијаш и стручњак за електронику којег је запослила фирма Старк Интернашонал, што му је омогућило да украде одело Антман од Хенка Пима који се одавно одрекао тог имена. Ленг краде одело како би помогао својој болесној кћерци. Када Пим сазна, он даје одело Ленгу, омогућујући му тако да постане други Антмен. Као Антмен је служио годинама као Осветник, све док није убијен.
Пол Рад глуми Скота Ленга у Марвеловом филмском универзуму у филмовима Антмен, Капетан Америка: Грађански рат, Антмен и оса, а појављује се и у четвртом наставку Осветника.

## Биографија

### Младост
Скот Едвард Харис Ленг рођен је у Корал Гејблс на Флориди. Филмски фанатик, окренуо се провалама када му је занимање инжењера електронике није пружило довољно узбуђења у животу (ово се касније изменило због изјаве да је то учинио јер није могао да уздржава своју породицу). Ухапшен, Ленг је одслужио своју затворску казну и након четири године је пуштен на основу доброг понашања. У затвору је наставио своје студије електронике и ускоро се запослио у Старк Интернашонал како би радио на њиховом дизајнерском одељењу. Уз подршћу Тонија Старка, помогао је да се инсталира нови сигурносни систем у резиденцији Осветника.

### Други Антмен
Када је његова кћерка Кеси постала озбиљно болесна, Скот Ленг је тражио др. Ерику Сондхајм, једину особу која је способна да јој помогне. Међутим, у тренутку када је покушао да ступи у контакт са њом, Сондхајмова је присилно одведена у Крос Технолоџикал Ентерпрајсез, а како би је извукао, одлучио је да се врати провалама као последњем средству. Провалио је у кућу доктора Хенка Пима и украо одело Антмена, као и канистере за бензин који се могу смањити. Обучен као Антмен, Ленг је провалио у Крос Ентерпрајсез и открио да је Сондхајмова држана као затвореник Дарена Кроса. Спасио је Сондхајмову од канџи Кроса и осетио је олакшање када је успела да спаси живот његове вољене Кеси. Пошто се суочио са Пимом, Ленг је намеравао да врати одело Антмана Пиму и да се преда због крађе, али је Пим, упознат са разлогом због којег је Ленг украо његову имовину, понудио да задржи одело под условом да га користи само како би спроводио закон. Убрзо након тога, Скот Ленг је донирао свој костим Антмена за разне прилике, пре свега за помоћ Ајронмену и Осветницима. Скот је дошао да спаси Ајронмена када је био заробљен у свом оделу након преоптерећења система.

## Моћи и способности
Користећи гасовити облик "Пим честица" које је држао у прегратку свог појаса, Антмен је у почетку имао моћ да се смањи (и друге људе и предмете заједно са собом) до величине мрава и да се врати у нормалу. Током времена, стекао је способност да промени величину по вољи. Он се такође може смањити на субмикроскопску величину и тиме ући у безброј "субатомских универзума". Задржава своју нормалну снагу када је величине мрава.
Кибернетска кацига Антмена омогућава рудиментарну телепатску комуникацију са инсектима, а опремљен је опремом за амплификацију звука која омогућава људима нормалне величине да чују онога ко је носи. Кацига такође поседује увлачив заштитни слој плексигласа и ограничено снабдевање ваздухом.
Ленг има напредну обуку и стручност у електроници, зарадивши сертификат техничара електронике, као и додатни напредни тренинг електронике који је добио у затвору. Понекад, Ленг је чак правио своје модификације Антмен опреме, као што је инсталирање Пим диспенсера гаса у својој кациги уместо да га оставља на појасу или постављање електричног дисруптора у своју кацигу у сврху напада.

## У другим медијима

### Филм
Пол Рад глуми Скота Ленга / Антмена у Марвеловом филмском универзуму.
- Први пут се на филмском платну појавио у филму Антмен којег је режирао Пејтон Рид,[10] где се Ленг појављује као наследник Хенка Пима у улози суперхероја Антмена, а филм прати путовање ситног криминалца који постаје херој и бори се против Дарена Кроса.
- У филму Капетан Америка: Грађански рат,[11] Ленг је регрутован како би се борио на страни Капетана Америке против Ајронменовог тима који се залагао за Соковијански споразум. Током борбе, открива се да се он не може само смањити помоћу Пим честица, него може и да порасте до огромних размера, иако то чини велики стрес за његово тело.
- Рад понавља своју улогу Антмена у филму Антмен и Оса.[12] Априла 2017. године, режисер Пејтон Рид је изјавио да ће се Скот Ленг / Антмен појавити и као Џајантмен, који се први пут појавио у филму Капетан Америка: Грађански рат, са својим новим техничким оделом.[13] У филму, Ленг је у кућном притвору под надзором агента Џимија Вуа након догађаја у филму Капетан Америка: Грађански рат. Пуштен је уз помоћ Хоуп ван Дајн / Осе, која је у вези с њим, како би помогли доктору Пиму да направи мост до квантног света у којем би тражио Џенет ван Дајн. У последњој сцени, покушавајући да прикупе квантне честице из квантног света, Скот је заробљен тамо након што су Џенет, Хенк и Хоуп жртве Таносове употребе Рукавице бесконачности у филму Осветници: Рат бескраја.

### Видео игре
Скот Ленгова верзија Антмена се појављује у играма:
- Marvel Heroes на Microsoft Windows-у, MacOS, PlayStation 4 и Xbox One,[14] а глас му је посудио Грант Џорџ.[15]
- Marvel: Avengers Alliance на Фејсбуку, Андроиду и iOS.
- Disney Infinity 3.0 на PlayStation 3, PlayStation 4, Xbox 360, Xbox One и Wii U.[16]
- Marvel Puzzle Quest за iOS, Андроид, Microsoft Windows, PlayStation 3, PlayStation 4, Xbox 360 и Xbox One.[17]
- Marvel Contest of Champions и Marvel: Future Fight на iOS и Андроиду.[18]
- Marvel Pinball за Xbox Live Arcade, Microsoft Windows, Mac OS, iOS и Андроид.[19]
- Lego Marvel's Avengers на Microsoft Windows-у, PlayStation 3 и PlayStation 4.[20]
- Lego Marvel Super Heroes 2 на Xbox One, Nintendo Switch, Microsoft Windows-у и PlayStation 4.